# Setaria viridis
El almorejo (Setaria viridis) es una especie de la familia de las gramíneas. Es originaria de Eurasia.

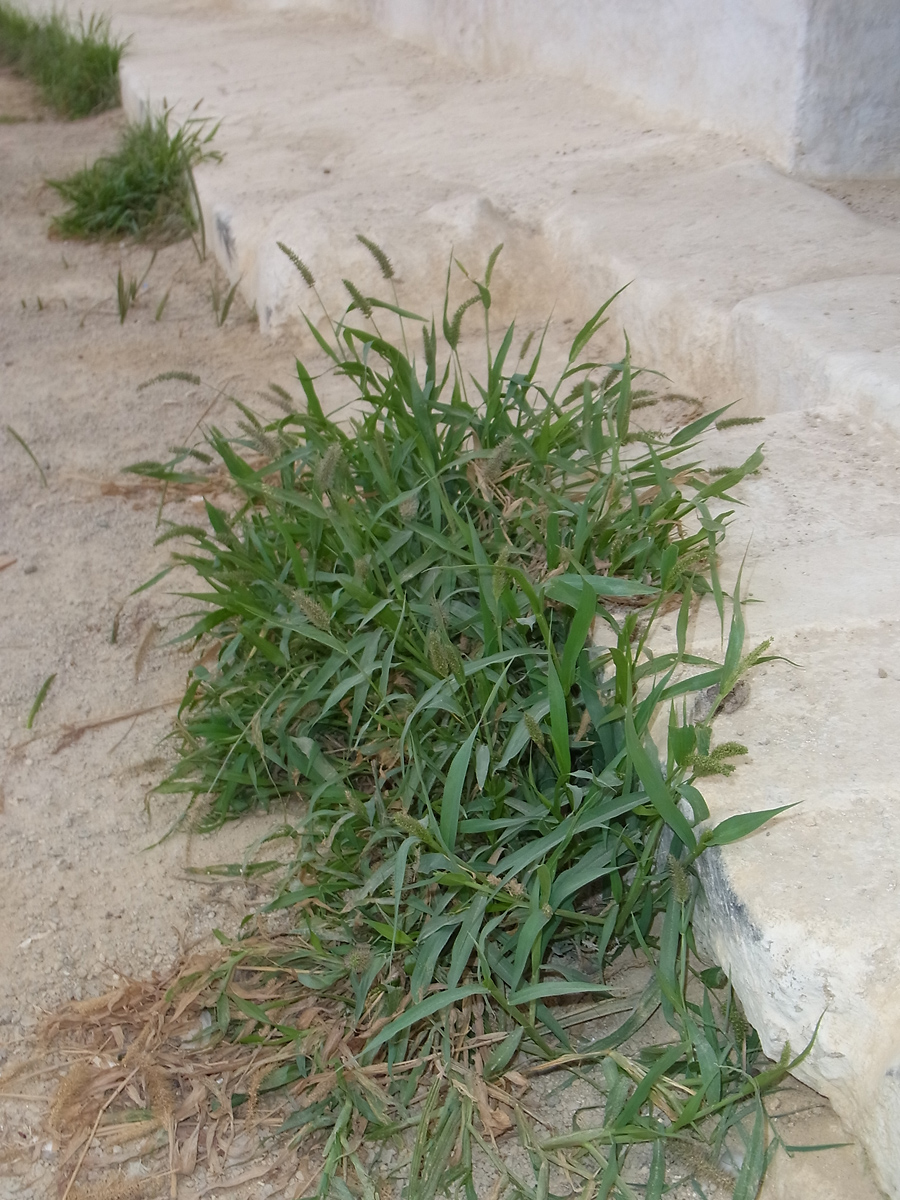
Vista de la planta

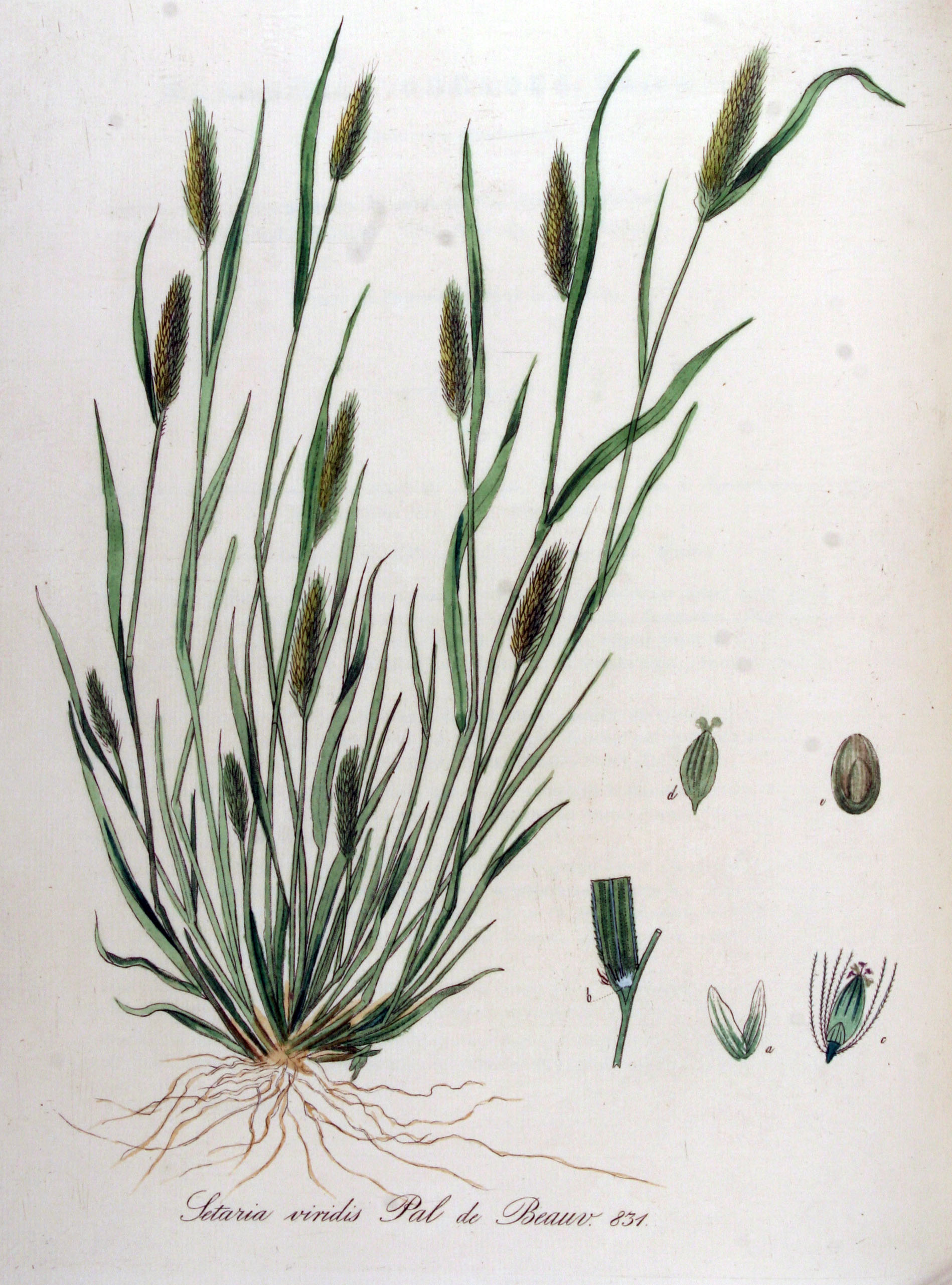
Ilustración

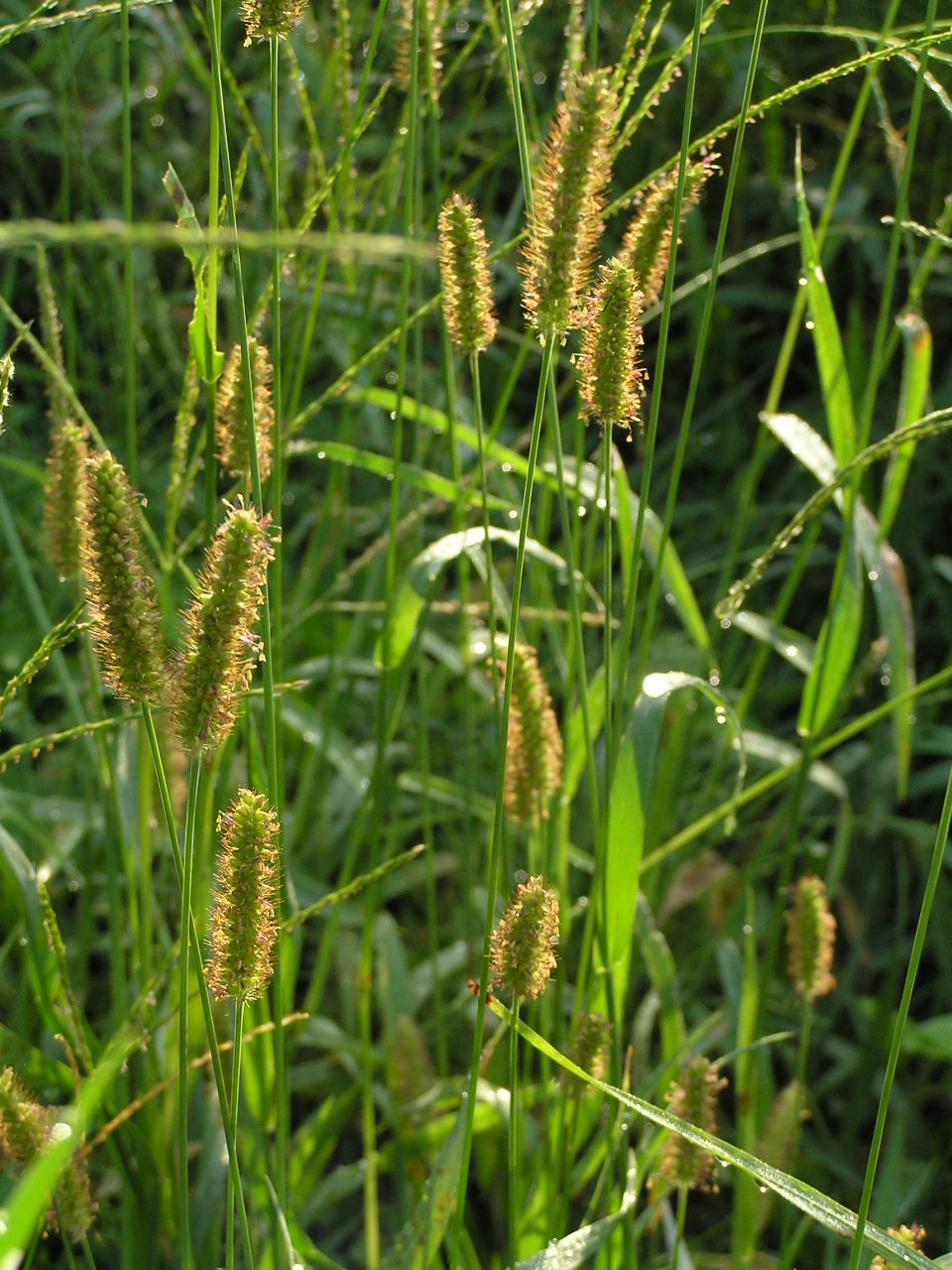
Vista de la planta

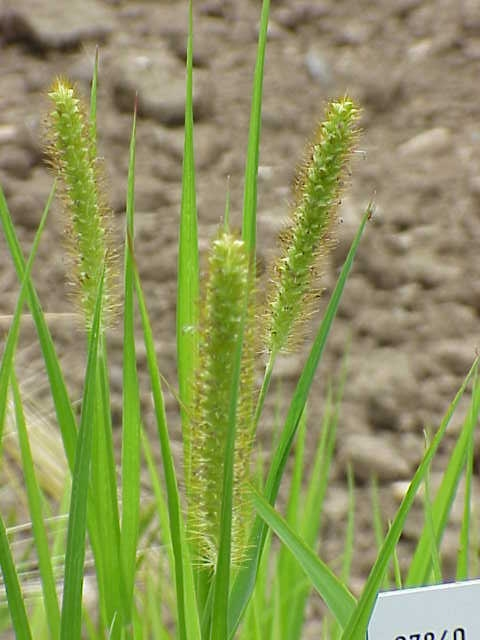
Inflorescencias

## Descripción
Gramínea ramificada desde abajo, con tallos que suelen ser acodados, glabros y lisos. Puede tomar al final una coloración rojiza. Hojas con el nervio central resaltado, muy estriadas y glabras. Lígula sustituida por un anillo de pelos cortos. Vaina también con una franja de pelos. La inflorescencia es una panícula cilíndrica verde o rojiza, donde las espiguillas, muy densas ocultan totalmente el raquis. Glumas más cortas que la espiguilla, provista de 1-3 pelos largos con dientes rígidos hacia delante. Al madurar caen las espiguillas, pero quedan los pelos.

## Hábitat
En cultivos y zonas arenosas.

## Taxonomía
La especie fue descrita inicialmente como Panicum viride por Carolus Linnaeus y publicada en Systema Naturae, Editio Decima 2: 870, en 1759, actualmente, es tanto un sinónimo como el basónimo de esta. Finalmente, sería trasferida al género Setaria por Palisot de Beauvois en Essai d'une Nouvelle Agrostographie 51, 171, 178, t. 13, f. 3, en 1812.
Etimología
Setaria: nombre genérico que deriva del latín seta (cerda), aludiendo a las inflorescencias erizadas. 
viridis: epíteto latino que significa "de color verde"
Variedad aceptada
- Setaria viridis var. pygmaea (Asch. & Graebn.) B. Fedtsch.

Sinonimia
- Chaetochloa comosa (Miq.) Koidz.
- Chaetochloa gigantea (Franch. & Sav.) Honda
- Chaetochloa viridis (L.) Scribn.
- Chamaeraphis italica var. viridis (L.) Kuntze
- Chamaeraphis viridis (L.) Millsp.
- Ixophorus viridis (L.) Nash
- Panicum bicolor Moench
- Panicum comosum Steud.
- Panicum giganteum (Franch. & Sav.) E.H.L.Krause
- Panicum humile Thunb. ex Trin.
- Panicum italicum var. viride (L.) Körn.
- Panicum laevigatum Lam.
- Panicum pachystachys Franch. & Sav.
- Panicum psilocaulon Steud.
- Panicum purpurascens Opiz
- Panicum pycnocomum Steud.
- Panicum qualelinnaei Krock.
- Panicum reclinatum Vill.
- Panicum verticillatum var. minus Thunb.
- Panicum viride L.
- Panicum viridescens Steud.
- Pennisetum italicum var. viride (L.) Körn.
- Pennisetum viride (L.) R.Br.
- Pennisetum viride var. brevisetum Döll
- Setaria arenaria Kitag.
- Setaria chlorantha Schur
- Setaria comosa Miq.
- Setaria comosa var. pilosa (Honda) Honda
- Setaria depressa Honda
- Setaria fallax Lojac.
- Setaria gigantea (Franch. & Sav.) Makino
- Setaria glareosa Petrov
- Setaria italica var. major (Gaudich.) Ohwi
- Setaria italica var. maritima (Lam.) Podp.
- Setaria italica subsp. pycnocoma (Steud.) De Wet
- Setaria italica subsp. viridis (L.) Thell.
- Setaria ketzchovelii Menabde & Erizin
- Setaria nana Dumort.
- Setaria pachystachys (Franch. & Sav.) Matsum.
- Setaria purpurascens (Opiz) Opiz
- Setaria pycnocoma (Steud.) Henrard ex Nakai
- Setaria reclinata (Vill.) Chevall.
- Setaria rubicunda Dumort.
- Setaria weinmannii Roem. & Schult.
- Setariopsis viridis (L.) Samp.[4][5]